# Zurgena
Zurgena község Spanyolországban, Almería tartományban. Lakosainak száma 2990 fő (2024).

## Földrajza
Zurgena Antas, Lubrín, Arboleas, Taberno és Huércal-Overa községekkel határos.

## Népesség
A település lakosságának változását az alábbi diagram mutatja:
| Lakosok száma | 2099 | 2253 | 2461 | 3066 | 3133 | 3129 | 2939 | 3005 | 2895 | 2990 |
|               | 2001 | 2004 | 2006 | 2009 | 2011 | 2014 | 2016 | 2019 | 2021 | 2024 |